# Poecilohetaerus nigrifrons
Poecilohetaerus nigrifrons är en tvåvingeart som beskrevs av Schneider 1991. Poecilohetaerus nigrifrons ingår i släktet Poecilohetaerus och familjen lövflugor. Inga underarter finns listade i Catalogue of Life.